# Перли (Минесота)
Перли (енгл. Perley) град је у америчкој савезној држави Минесота.

## Демографија
По попису из 2010. године број становника је 92, што је 29 (-24,0%) становника мање него 2000. године.
| Група             | 2000.       | 2010.      |
| Белци             | 106 (87,6%) | 82 (89,1%) |
| Афроамериканци    | 0 (0,0%)    | 0 (0,0%)   |
| Азијати           | 0 (0,0%)    | 0 (0,0%)   |
| Хиспаноамериканци | 0 (0,0%)    | 7 (7,6%)   |
| Укупно            | 121         | 92         |